# Carla Cantone
Carla Cantone (Zinasco, 1º novembre 1947) è una politica italiana.

## Biografia
È nata a Zinasco (Pavia), ma vive a Roma; diplomata all'istituto magistrale con specializzazione in psicopedagogia, nel 1969 entra nello staff del responsabile del dipartimento di fisica sanitaria dell'Ospedale Policlinico San Matteo di Pavia.
Successivamente fu insegnante volontaria nei cosiddetti "Corsi delle 150 ore" per operai, percorsi formativi brevi che danno la possibilità di conseguire il diploma biennale della scuola di avviamento al lavoro.

### Attività sindacale
Nel 1971 si iscrisse alla CGIL, venendo eletta nel 1973 al consiglio dei delegati del Policlinico di Pavia. Nel 1975 entrò nella segreteria provinciale unitaria della Federazione lavoratori ospedalieri, divenendo in seguito dopo altri due anni Segretario generale della Funzione Pubblica (FP-CGIL) di Pavia, continuando a partecipare ai movimenti per i diritti dei malati e alle lotte per la riforma nazionale della sanità pubblica.
Nel 1984 diventa segretario provinciale del settore edile della Federazione italiana dei lavoratori del legno, dell'edilizia, delle industrie affini ed estrattive (FILLEA-CGIL) di Pavia, entrando poi nella segreteria nazionale della FILLEA nel 1986, quale responsabile della contrattazione nel settore cemento, laterizi, lapidei ed edilizia.
Nel dicembre 1992 è eletta segretaria generale della FILLEA, nonostante il parere contrario del segretario generale della CGIL Bruno Trentin, e nel 2000, su richiesta di Sergio Cofferati, entra a far parte della segreteria nazionale della CGIL, occupandosi del settore terziario, piccole e medie imprese e artigianato, e in seguito dei Settori produttivi e delle strategie contrattuali. Per la sua energia e schiettezza viene soprannominata Carlina di ferro e paragonata ad un "carro armato sovietico".
Nel maggio 2006 viene nominata responsabile dell'organizzazione della CGIL, pruomovendo lo svecchiamento dei dirigenti sindacali e realizzando nel 2008 la Conferenza d'organizzazione (dopo 18 anni di attesa). Infine, nel giugno 2008 assume l'incarico di segretario generale del Sindacato pensionati italiani (SPI-CGIL). Nel settembre del 2015 viene eletta segretario generale della Federazione europea dei pensionati e delle persone anziane (FERPA).

## Attività politica

### Elezione a deputato
Alle elezioni politiche del 2018 è eletta deputata del Partito Democratico nel collegio plurinominale Emilia-Romagna - 03 (Bologna, Imola e San Giovanni in Persiceto).

## Opere
- Non rassegnarsi al declino : politiche industriali per competitività e sviluppo, coautore Guglielmo Epifani, Roma, Ediesse, 2005, SBN LO10923008.
- Di lotta e di memoria: perché il sindacato ha ancora un ruolo : la Cgil vista dal di dentro, Lecce, Manni, 2014, SBN UBO4090488.
- I miei quaderni: frammenti, incontri e ricordi, Roma, LiberEtà, 2017, ISBN 9788897507536, SBN BVE0759008.